# Edward Bransfield
Edward Bransfield (ur. ok. 1785,  zm. 31 października 1852) – oficer Royal Navy irlandzkiego pochodzenia, dowódca kilku okrętów brytyjskich, znany jako jeden z odkrywców Antarktydy, do której dotarł w styczniu 1820 roku.

## Młodość
Edward Bransfield urodził się prawdopodobnie w roku 1785 w miejscowości Ballinacurra w irlandzkim hrabstwie Cork. O jego dzieciństwie nie ma żadnych informacji; wiadomo jedynie, że katolicka rodzina Bransfieldów była znana z pobożności. Choć Bransfieldów było stać na opłacenie nauki syna, Edward – z powodu antykatolickich przepisów wprowadzonych w Irlandii przez Anglików – uczęszczał jedynie do miejscowej szkoły powszechnej dającej podstawy czytania, pisania i matematyki. 2 czerwca 1803 roku  Bransfield, wówczas osiemnastolatek, został przemocą zabrany z łodzi rybackiej ojca i wcielony do Royal Navy.
Zaczynał jako zwykły marynarz na pokładzie 110-działowego okrętu liniowego HMS Ville de Paris, gdzie poznał Williama Parry’ego, dwunastoletniego midshipmena, który po latach dał się poznać jako badacz polarny. W roku 1805 Bransfield został przeniesiony na inny okręt liniowy HMS Royal Sovereign (okręt ten wcześniej uczestniczył w bitwie pod Trafalgarem); awansował w kolejnych latach, aż w roku 1808 został midszypmenem, a w 1812 objął dowodzenie 10-działowego slupa HMS Goldfinch.
W latach 1814–1816 dowodził kilkoma małymi okrętami, by wreszcie, 27 sierpnia 1816 roku, na pokładzie 50-działowej fregaty HMS Severn, wziąć udział w bombardowaniu Algieru. We wrześniu 1817 roku został oficerem nawigacyjnym fregaty HMS Andromache dowodzonej przez komandora Williama Shirreffa. Okręt został skierowany na Ocean Spokojny, gdzie stał się zalążkiem Flotylli Pacyfiku Royal Navy. Bazą flotylli było Valparaíso w Chile.

## Antarktyka

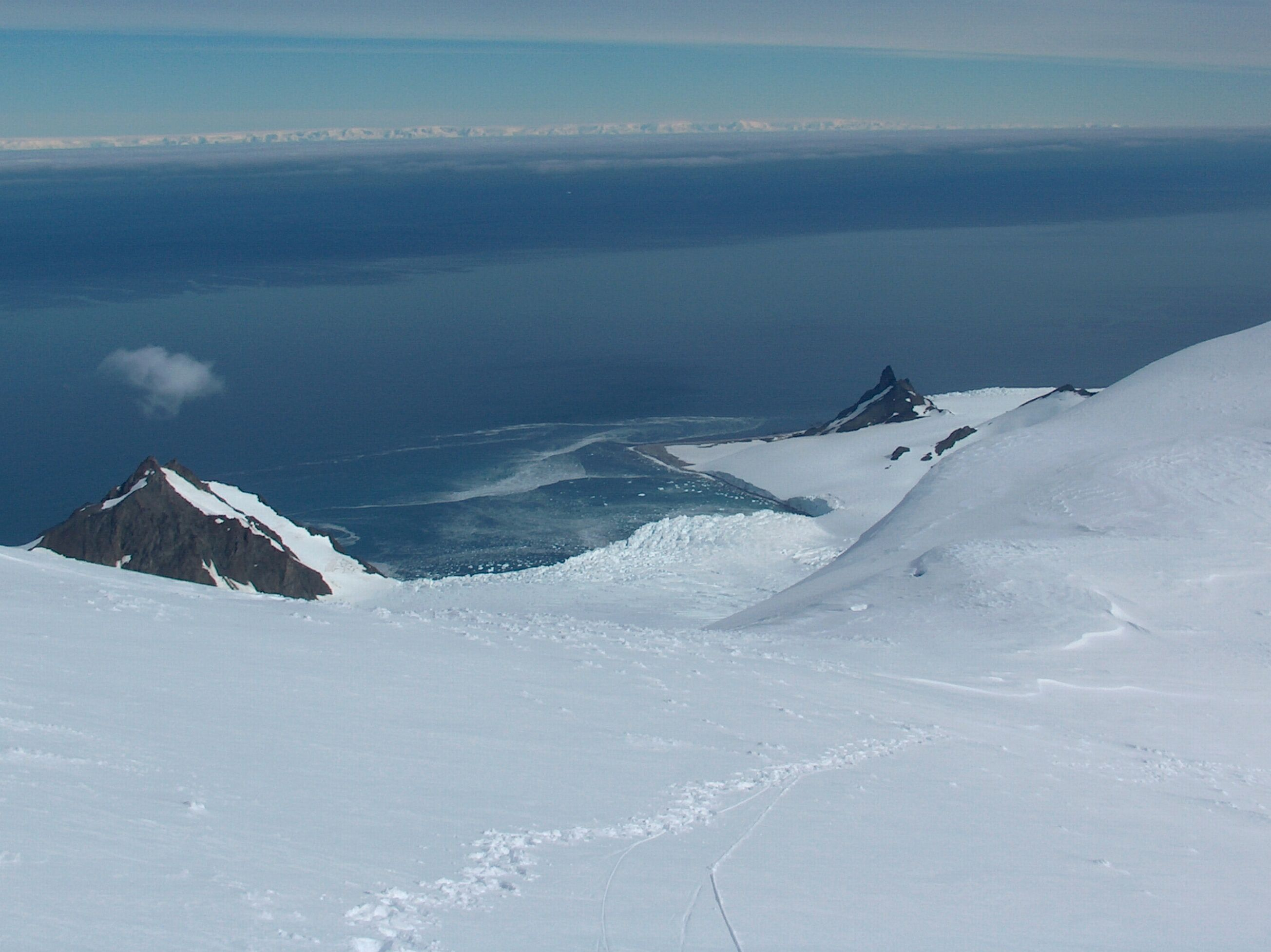
Cieśnina Bransfield widziana z Wyspy Livingstona

W roku 1773 James Cook w drodze na południe przekroczył krąg polarny, a w swym dzienniku pokładowym zapisał, że podróż ta „była bez wątpienia pierwszą w dziejach ludzkości”. Rok później opłynął Antarktydę dookoła, docierając do szerokości 71° 10' S, gdzie trafił na nieprzebyte pole lodowe i musiał zawrócić. Tak daleko na południe nie zapuścił się jeszcze żaden Europejczyk. Chociaż Cookowi nie było dane widzieć brzegów Antarktydy był w stanie ostatecznie obalić mit o istnieniu na dalekim południu dużego, żyznego i zamieszkałego kontynentu. Nic też dziwnego, że admiralicja brytyjska straciła zainteresowanie Antarktyką i wróciła do intensywnego wspierania przetarcia Przejścia Północno-Zachodniego. Minęło niemal pół stulecia nim ktokolwiek miał pokusić się by dopłynąć dalej niż Cook.
W roku 1819 William Smith, właściciel i dowódca angielskiego brygu handlowego Williams, próbując opłynąć przylądek Horn został zepchnięty przez niepomyślne wiatry daleko na południe i dostrzegł łańcuch wysp, które nazwano później Szetlandami Południowymi. Gdy wieść o odkryciu dotarła do Valparaíso komandor Shirreff uznał, że sprawa warta jest dokładniejszego zbadania. Wynajął od Smitha Williamsa i nakazał Bransfieldowi udać się na południe (oprócz niego w skład załogi weszło dwóch midszypmenów i lekarz okrętowy z HMS Slaney), obejrzeć i skartować odkryte wyspy. Smith pozostał na pokładzie jako pilot Bransfielda.
Po krótkiej podróży na południe Bransfield i Smith dotarli do Szetlandów Południowych. Bransfield wylądował na Wyspie Króla Jerzego i objął ją w posiadanie w imieniu króla Jerzego III (który zmarł 29 stycznia, o czym Bransfield nie mógł wiedzieć). Stamtąd pożeglował na południowy zachód mijając (lecz nie lądując) Deception Island. Następnie przeciął cieśninę Bransfielda (nazwał ją jego imieniem James Weddell dwa lata później) i 30 stycznia 1820 roku dotarł do Półwyspu Antarktycznego, najdalej na północ wysuniętego fragmentu kontynentu.
Dwa dni wcześniej, 28 stycznia 1820 roku, rosyjski podróżnik Fabian Bellingshausen dostrzegł z odległości 20 mil pasmo lodu, co uznane zostało za brzegi Antarktydy Wschodniej. Na tej podstawie (oraz zapisków z dziennika pokładowego) Bellingshausen uznany został przez część badaczy (m.in. brytyjskiego historyka wypraw polarnych A.G.E. Jonesa) za właściwego odkrywcę kontynentu.
Bransfield odnotował w swoim dzienniku „dwie wysokie, ośnieżone góry”; jedną z nich nazwał, na jego cześć, Mount Bransfield francuski badacz Jules Dumont d’Urville. Skartowawszy część Półwyspu Antarktycznego Bransfield pożeglował na północny wschód wzdłuż krawędzi pól lodowych odkrywając m.in. Elephant Island i Clarence Island, które również formalnie ogłosił posiadłościami korony. Nie opłynął Elephant Island i nie nadał jej nazwy (wyspa swą nazwę zawdzięcza słoniom morskim), natomiast dokładnie skartował Clarence Island. Po powrocie do Valparaíso Bransfield przekazał sporządzone przez siebie mapy i dziennik pokładowy komandorowi Shirreffowi, który odesłał je do admiralicji. Oryginały map znajdują się w archiwach Departamentu Hydrografii w Taunton, lecz dziennik Bransfielda zaginął. 

## Dalsze losy i upamiętnienie
O dalszych latach życia Edwarda Bransfielda niewiele wiadomo. Zmarł 31 października 1852 roku i pochowany został w Brighton w Anglii. Żona przeżyła go (zmarła w roku 1863) i została pochowana obok niego. Cieśnina, wyspa i góra nazwane zostały jego imieniem. W roku 2000 poczta brytyjska wydała znaczek na jego cześć, ale wobec braku jakiejkolwiek podobizny odkrywcy, na znaczku przedstawiony został statek badawczy RRS Bransfield. 
W roku 1999 odnaleziono mocno zniszczony grób Edwarda Bransfielda na cmentarzyku przykościelnym w Brighton. Koszt restauracji pokryła Sheila Bransfield, która w 2002 roku obroniła w Greenwich Maritime Institute pracę magisterską na temat jego roli w odkryciu Antarktydy.